# João Café Filho
João Fernandes Campos Café Filho (Natal, Río Grande del Norte, 3 de febrero de 1899-Río de Janeiro, 20 de febrero de 1970) fue un abogado y político brasileño, Presidente Constitucional de Brasil (1954-1955).

## Biografía
Nacido en Natal, trabajó como periodista y abogado durante su juventud, habiendo participado de la Aliança Liberal en la campaña de 1930. En 1933 fundó el Partido Nacionalista de Rio Grande do Norte, y algunos años más tarde, el Partido Republicano Progresista.
En 1934 y 1945 fue elegido diputado federal, y en 1950 fue candidato a la vicepresidencia por la lista que encabezaba el antiguo gobernante, Getúlio Vargas. 

### Presidencia constitucional de la República
Con el suicidio de Vargas, en su calidad de vicepresidente asumió la presidencia de la república el 24 de agosto de 1954, ejerciendo el cargo hasta el 8 de noviembre de 1955, cuando fue alejado (al princípio temporalmente y después definitivamente) de la presidencia por un movimiento político-militar "preventivo" liderado por el general Henrique Lott, en el denominado Movimiento del 11 de noviembre, bajo la acusación de impedir la toma de mando de Juscelino Kubitschek, elegido presidente en las elecciones de ese mismo año. Su sucesor interino, Carlos Luz, también fue depuesto por la misma revuelta militar tras cuatro días de mandato. De inmediato Nereu Ramos, Vicepresidente del Senado fue convocado para asumir el mando presidencial, el cual desempeñó desde el 12 de noviembre de 1955 hasta el 31 de enero de 1956. 
El 22 de noviembre de 1955, el Congreso aprobó la existencia continuada de un impedimento para ejercer sus funciones como presidente de la república a Joao Café Filho, confirmando a Nereu Ramos como "Vice-Presidente del Senado Federal, en ejercicio del cargo de Presidente de la República" hasta completar el período constitucional 1951-56 y transferir el mando al presidente electo Dr. Kubitshcek en enero de 1956.
El Tribunal Supremo Federal rechazó los recursos para que Café Filho reasumiera sus funciones presidenciales, confirmando la resolución del Congreso, aunque jamás se lo despojó de su título de Presidente de la República.
En su gabinete se destacaron Eugênio Gudin (Hacienda), Juarez Távora (Jefe del Gabinete Militar), Henrique Lott (Guerra), Eduardo Gomes (Aeronáutica) y Raul Fernandes (Relaciones Exteriores).

### Actuación posterior
Fue ministro del Tribunal de Cuentas de Río de Janeiro, durante toda la década de 1960.
Café Filho, educado en la Primera Iglesia Presbiteriana de Natal, fue el primer presidente protestante de Brasil.
- Datos: Q310209
- Multimedia: Café Filho / Q310209